# Étienne François
Étienne François (* 3. Mai 1943 in Bois-Guillaume, Normandie) ist ein französisch-deutscher Historiker.

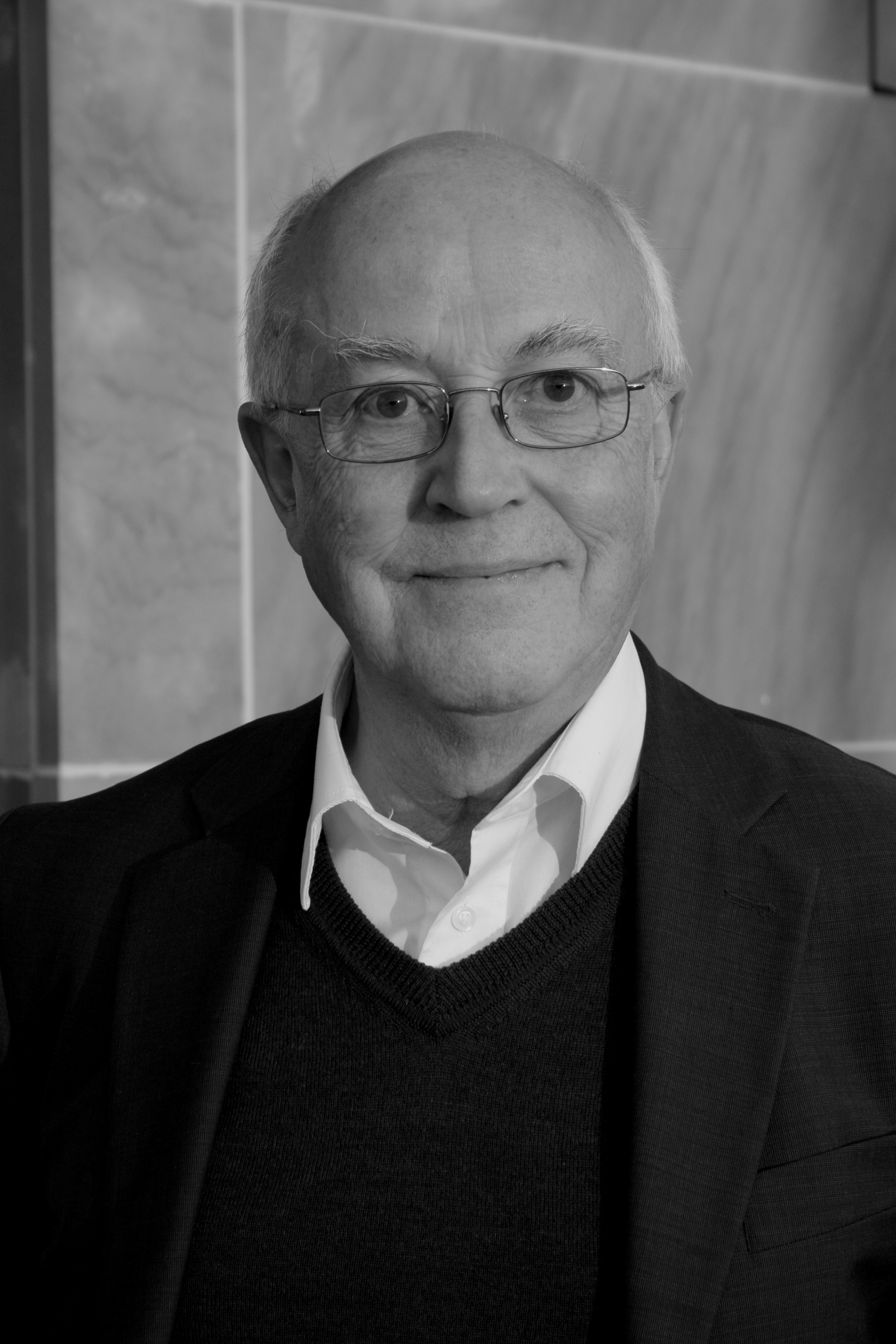
Étienne François (2012)

## Leben und Wirken
Etienne François ging in Nancy zur Schule und schloss diese 1960 mit dem Abitur (Baccalauréat philosophie) ab. Er studierte von 1964 bis 1970 an der École normale supérieure (ENS) in Paris und in Nancy Geschichte und Geographie. Seinen Abschluss in Geographie erreichte er 1966 an der Sorbonne mit der Licence d’Histoire et de Géographie und ein Jahr später dort den Abschluss in Geschichte mit einem Diplôme d’Etudes Supérieures d’Histoire. 1968 erhielt François seine Agrégation d’Histoire.
Im Jahr 1974 wurde François an der Universität Paris X mit dem Thema Population et société à Coblence au XVIIIe siècle zum Doctorat de Troisième Cycle d’Histoire promoviert. 1986 folgte die Habilitation zum Doctorat d’Etat d’Histoire an der Universität Straßburg (Universität Strasbourg II – Marc Bloch) mit dem Thema La frontière invisible. Protestants et catholiques à Augsbourg, 1648–1806.
Seine berufliche Laufbahn begann 1970 als Hochschulassistent am Fachbereich Geschichtswissenschaft der Universität Nancy II. 1977 wurde er zum Hochschuloberassistenten ernannt, bevor er im Auftrag des französischen Außenministeriums 1979 die Stelle als Leiter der Französischen Historischen Forschungsstelle (Mission Historique Française en Allemagne) in Göttingen übernahm, die er bis 1986 innehatte. 1984/85 lehrte er im Fachbereich Geschichtswissenschaften der Universität Göttingen, wo er sich 1985 habilitierte.
Von 1986 bis 1989 war François Professor für Geschichte an der Universität Nancy II und im Sommersemester 1989 DVA-Stiftungsprofessor an der Universität Stuttgart. Von 1989 bis zu seiner Emeritierung 2003 lehrte er als Professor für Geschichte an der Université Paris 1 Panthéon-Sorbonne. 1991/1992 war er Fellow am Berliner Wissenschaftskolleg, und von 1992 bis 1999 Gründungsdirektor des Centre Marc Bloch in Berlin, ein deutsch-französisches Forschungszentrum für Sozialwissenschaften.
Von 1999 bis 2006 war Etienne François Professor für Geschichte am Frankreichzentrum der TU Berlin und seit dem Wintersemester 2001/02 dort auch geschäftsführender Direktor. Anschließend lehrte er ab 2007 am Frankreichzentrum der FU Berlin und war Angehöriger des Friedrich-Meinecke-Instituts. Am 14. Juli 2008 hielt er dort seine letzte Vorlesung.
François wirkt gleichermaßen auf dem Gebiet der französischen und der deutschen Sozial- und Kulturgeschichte der Frühen Neuzeit. Eine Hauptrolle in seiner Forschung spielt die Untersuchung nationaler und kultureller Mentalitäten in ihrem historischen Wandel, auch in transkultureller Perspektive, so vor allem in Hinsicht der deutsch-französischen Geschichte. Von besonderer Bedeutung ist für ihn das Paradigma des Erinnerungsortes (lieu de mémoire). Er gehört zu den wenigen Historikern, die sowohl auf Französisch als auch auf Deutsch publizieren. Über die akademischen Grenzen hinaus bekannt machten ihn die von ihm herausgegebenen Deutschen Erinnerungsorte (gemeinsam mit Hagen Schulze).

## Amt und Würden
Etienne François ist bzw. war Mitglied in folgenden Institutionen:
- Wissenschaftlicher Beirat des Zentrums für Zeithistorische Forschung in Potsdam
- Deutsch-Französischer Kulturrat in Saarbrücken
- Ausländischer Beirat der Maison des Sciences de l’Homme, Paris
- Comité National de la Recherche Scientifique der 33. Sektion Geschichtswissenschaft in Paris
- Mission Historique Française en Allemagne in Göttingen
- Beirat des Centre Interdisciplinaire d’Etudes et de Recherches sur l’Allemagne in Paris
- Kuratorium des Forschungszentrums Europäische Aufklärung in Potsdam
- Rat der Geisteswissenschaftlichen Sektion in der Arbeitsgruppe Berliner Klassik der Berlin-Brandenburgischen Akademie der Wissenschaften (ordentliches Mitglied seit 2001)

## Auszeichnungen
- 1990: Prix France-Allemagne
- 1991: Straßburg-Preis der F.V.S.-Stiftung
- 1995: Honorarprofessor für Neuere Geschichte an der Freien Universität Berlin (verliehen am 13. Februar 1995)
- 1996: Bundesverdienstkreuz 1. Klasse (verliehen am 14. Juni 1996)
- 1997: Ritterkreuz des französischen Ordre national du Mérite (verliehen am 10. November 1997)
- 2001: Ritterkreuz der französischen Ehrenlegion (verliehen am 18. April 2001)
- 2017: Prix de l’Académie de Berlin

## Schriften
Monographien
- Population et société à Coblence au XVIIIe-siècle. Hachette, Paris 1975 (zugl. Dissertation, Universität Nancy 1975).
  - deutsch: Koblenz im 18. Jahrhundert. Zur Sozial und Bevölkerungsstruktur einer deutschen Residenzstadt (= Veröffentlichungen des Max-Planck-Instituts für Geschichte. Band 72). Vandenhoeck & Ruprecht, Göttingen 1982, ISBN 3-525-35386-3.
- Protestants et catholiques en Allemagne. Identités et pluralisme, Augsbourg 1648–1806 (= L’évolution de l’humanité). Michel, Paris 1993, ISBN 2-226-06093-6.
  - Die unsichtbare Grenze. Protestanten und Katholiken in Augsburg (= Abhandlungen zur Geschichte der Stadt Augsburg. Band 33). Thorbecke, Sigmaringen 1991, ISBN 3-7995-6943-X (Übersetzung von Angelika Steiner-Wendt).

Herausgeberschaften
- Immigration et société urbaine en Europe occidentale XVIe-XXe siècles (= Travaux et Mémoires de la Mission Historique. Bd. 1). Éditions „Recherche sur les Civilisations“, Paris 1985, ISBN 2-86538-121-X.
- Sociabilité et société bourgeoise en France, en Allemagne et en Suisse, 1750–1850 = Geselligkeit, Vereinswesen und bürgerliche Gesellschaft in Frankreich, Deutschland und der Schweiz, 1750–1850. Éditions „Recherche sur les Civilisations“, Paris 1986.
- mit Egon Graf Westerholt: Berlin, capitale, mythe, enjeu. Actes du Colloque organisé par le Goethe-Institut Nancy 3031 octobre 1987. P.U.N., Nancy 1988, ISBN 2-86480-400-X.
- mit Helmut Berding und Hans-Peter Ullmann: La Révolution, la France et l'Allemagne. Deux modèles opposés de changement social? Maison des Sciences de l'Homme, Paris 1989, ISBN 2-7351-0322-6.
  - deutsch: Deutschland und Frankreich im Zeitalter der Französischen Revolution. Suhrkamp Verlag, Frankfurt am Main 1989, ISBN 3-518-11521-9.
- mit Hannes Siegrist und Jakob Vogel: Nation und Emotion. Deutschland und Frankreich im Vergleich. 19. und 20. Jahrhundert (= Kritische Studien zur Geschichtswissenschaft. Band 110). Vandenhoeck & Ruprecht, Göttingen 1995, ISBN 3-525-35773-7.
- mit Hans Erich Bödeker: Aufklärung/Lumières und Politik. Zur politischen Kultur der deutschen und französischen Aufklärung (= Deutsch-Französische Kulturbibliothek. Band 5). Leipziger Universitätsverlag, Leipzig 1996, ISBN 3-929031-74-4.
- mit Matthias Middell, Emmanuel Terray und Dorothee Wierling: 1968. Ein europäisches Jahr? (= Beiträge zur Universalgeschichte und vergleichende Gesellschaftsforschung. Band 6). Leipziger Universitätsverlag, Leipzig 1997, ISBN 3-929031-29-9.
- mit Marie-Claire Hoock-Demarle, Reinhart Meyer-Kalkus, Michael Werner und Philippe Despoix: Marianne-Germania. Deutsch-französischer Kulturtransfer im europäischen Kontext 1789–1914 (= Deutsch-Französische Kulturbibliothek. Band 10). 2 Bände. Leipziger Universitätsverlag, Leipzig 1998, ISBN 3-931922-91-X.
- mit Hagen Schulze: Deutsche Erinnerungsorte. 3 Bände. C. H. Beck, München 2001, ISBN 3-406-50990-8.
  - Band 1, ISBN 3-406-47222-2.
  - Band 2, ISBN 3-406-47223-0.
  - Band 3, ISBN 3-406-47224-9.
- Deutsche Erinnerungsorte. Eine Auswahl. Beck, München 2005, ISBN 3-406-52213-0.
- Die Grenze als Raum, Erfahrung und Konstruktion. Deutschland, Frankreich und Polen vom 17. bis 20. Jahrhundert. Campus-Verlag, Frankfurt am Main 2007, ISBN 978-3-593-38212-8.
- mit Uwe Puschner: Erinnerungstage – Wendepunkte der Geschichte von der Antike bis zur Gegenwart. Beck, München 2010, ISBN 978-3-406-57752-9.
- mit Thomas Serrier: Europa. Notre histoire. Les Arènes, Paris 2017, ISBN 978-2352046035.
  - deutsch: Europa. Die Gegenwart unserer Geschichte. wbg Theiss, Darmstadt 2019, ISBN 978-3-8062-4021-4.

Zeitschriften
- Deutsch-französische Kulturbibliothek. Leipziger Universitätsverlag, Leipzig, Band 1 (1993) ff. ISSN 0944-3649
- Histoire de l’Education. INRP, Paris, Band 1 (1978) ff., ISSN 0221-6280.
- Grenzgänge. Beiträge zur modernen Romanistik. Leipziger Universitätsverlag, Leipzig, Band 1 (1994) – Band 17 (2010) ISSN 0944-8594.